# هیپوبرماس اسید
هیپوبرماس اسید (به انگلیسی: Hypobromous acid) با فرمول شیمیایی HBrO یک ترکیب شیمیایی با شناسه پاب‌کم ۸۳۵۳۴۴۷ است. که جرم مولی آن ۹۶٫۹۱۱ g/mol می‌باشد. 